# WorkFlowy
WorkFlowy（ワークフローウィー）は、ウェブアプリケーションのアウトラインプロセッサ。Mike TuritzinとJesse PatelによってYコンビネータのスタートアップキャンプにおいて作られた。WorkFlowyの思想は、プロジェクトマネジメントにおけるPatelの仕事経験と、有用なツールが欠けていることによる彼の不満から生まれた。
WorkFlowyはフリーミアムのビジネスモデルに影響を及ぼしており、リストに似たその率直なインタフェースは、2013年のPC Worldで「散らかりがない」と評されている。また、2016年のThe Atlanticでは「ミニマリズム的にエレガント」と評された。WorkFlowyはサービス開始以来、Geek Wireが「カルト的崇拝者たち」とみなす人々を生み出してきた。